# 公州市
公州市（：／ Gongju si */?），舊称熊津、熊川。位于韩国忠清南道中央。是百济的古都。面積940.18平方公里、人口113,294人。

## 地理
公州市位於首都首爾以南150公里，與扶餘郡佔有錦江中、下游。由於黄海水位的差異，有時可以沿錦江航行至公州。市的南部是雞龍山國立公園，西北部與燕岐郡相接。公州市是忠清南道道廳所在地大田廣域市的衛星城市。韓國計劃於2030年把行政首都遷移至本市鄰近的世宗，但之后该计划搁置，迁入世宗的只有文教科学类机构。

## 行政区划
- 維鳩邑（유구읍）
- 利仁面（이인면）
- 灘川面（탄천면）
- 鷄龍面（계룡면）
- 反浦面（반포면）
- 長岐面（장기면）
- 儀堂面（의당면）
- 正安面（정안면）
- 牛城面（우성면）
- 寺谷面（사곡면）
- 新豊面（신풍면）
- 中學洞（중학동）
- 熊津洞（웅진동）
- 金鶴洞（금학동）
- 玉龍洞（옥룡동）
- 新官洞（신관동）

## 歷史
- 475年 - 百济文周王由漢城遷都至熊津(公州)。
- 538年 - 百济聖王遷都扶餘郡。
- 660年 -唐朝在百济故地建立设置了5个都督府：“熊津、马韩、东明、金涟、德安五都督府”，纳入唐王朝直接管理。但随着后来的百济复国运动，唐朝在665年把五个都督府统一合并为熊津都督府。罗唐战争后，唐朝最终退出朝鲜半岛。
- 686年 - 新羅获得百济旧地、熊津州設置都督府。
- 757年 - 改称为熊川。
- 940年 - 高麗太祖改称公州、設置都督府。
- 983年 - 昇格为公州府。
- 1896年 - 忠清道南北分割, 忠清南道監営（相当於道廳）所在地。
- 1931年 - 昇格为公州邑（町）。
- 1932年 - 忠清南道道廳移轉大田邑。
- 1971年 - 發掘武寧王陵。
- 1986年 - 昇格为公州邑、市。
- 1995年 - 公州市、公州郡統合。
- 2004年 - 韓国通過未來將行政首都移至世宗。

## 行政

### 市長
- 吳英姬, 韓国少有的女性市長(前)
- 李畯遠(2006.7.1~2010.6.30,自由先進黨)

## 教育
- 国立公州大学
- 国立公州教育大学
- 公州映像情報専門大学

## 友好都市
- 韓國慶尙北道安東市
- 中華人民共和國遼寧省瀋陽市
- 日本滋賀縣守山市
- 日本熊本縣和水町（締結當時菊水町）
- 日本山口縣山口市
- 美國阿拉巴馬州卡爾霍恩縣

## 旅遊
- 雞龍山國立公園
- 国立公州博物館
- 宋山里古墳群
- 武寧王陵
- 公州山（百济都城）

## 工商
公州市出产的熊津濾水器(Woonjin)占据韓國全国濾水器市場的大部份份额。